# Marcin Malinowski
Marcin Malinowski, né le 6 novembre 1975 à Wodzisław Śląski, est un footballeur professionnel polonais. Il joue actuellement au poste de milieu de terrain au Ruch Chorzów.

## Palmarès
- Finaliste de la Coupe de la Ligue polonaise : 2009 Odra Wodzisław Śląski
- Finaliste de la Coupe de Pologne : 2012 Ruch Chorzów